# Сын Бэтмена
Сын Бэтмена (англ. Son of Batman) — анимационный супергеройский фильм, являющийся адаптацией комикса Batman & Son Гранта Моррисона и Энди Куберта, выпущенного в 2006 году. Мультфильм вышел сразу на видео 6 мая 2014 года. Это девятнадцатый фильм в серии оригинальных анимационных фильмов вселенной DC. Присвоен рейтинг PG-13. Существуют версии на одном DVD, специальная двухдисковая и Blu-Ray. Официально на русский язык не переведен.

## Сюжет
Бэтмен узнал, что его давняя возлюбленная Талия аль Гул скрыла существование его сына Дэмиена, который вырос под присмотром Ра’с аль Гула и Лиги убийц.
Оказалось, что Ра’с аль Гул воспитывал и обучал внука в качестве своего преемника. Однако в организации нашёлся предатель, который, при поддержке наемников, установил собственную власть, а потерявшая отца Талия вместе с Дэмиеном отправились к Бэтмену, чтобы познакомить с сыном. Тёмный Рыцарь, гроза для преступников Готэма, внезапно осознал, что мальчик похож на него самого в детстве, с одной лишь разницей: Дэмиен — наследник Ра’с аль Гула, запрограммированный на убийство и мщение, не видевший ничего, кроме меча и крови. Тем временем новый глава Лиги решил покончить с Талией, втянув её сына на путь преступлений, несмотря на старания отца.

## Роли озвучивали
| Актёр              | Роль                        |
| ------------------ | --------------------------- |
| Джейсон О’Мара     | Брюс Уэйн / Бэтмен          |
| Стюарт Аллан       | Дэмиен Уэйн                 |
| Морена Баккарин    | Талия аль Гул               |
| Джанкарло Эспозито | Ра’с аль Гул                |
| Дэвид Маккаллум    | Альфред Пенниуорт           |
| Ксандер Беркли     | доктор Кирк Лэнгстром       |
| Дайан Мишель       | Франсина Лэнгстром          |
| Кэри Уолгрен       | Ребекка Лэнгстром           |
| Ди Брэдли Бейкер   | Мен-бэты                    |
| Томас Гибсон       | Слэйд Уилсон / Детстроук    |
| Шон Махер          | Дик Грейсон / Найтвинг      |
| Брюс Томас         | Джеймс Гордон, Убу          |
| Фред Таташор       | Убийца Крок / Дюшан аль Гул |

## Саундтрек
Альбом вышел в 2014 году.

### Список композиций
| Номер | Название трека                          |
| ----- | --------------------------------------- |
| 01    | Son of Batman                           |
| 02    | Peace and War                           |
| 03    | Deathstroke’s Army                      |
| 04    | Ashes to Ashes                          |
| 05    | Gotham Crimes                           |
| 06    | Souvenirs d’une Liaison                 |
| 07    | Damian                                  |
| 08    | Gotham City                             |
| 09    | Call Me Deathstroke                     |
| 10    | Ninjas                                  |
| 11    | Asylum Interrogations                   |
| 12    | Ambushed (album exclusive track)        |
| 13    | Rogue                                   |
| 14    | Great Shoes to Fill                     |
| 15    | Man-Bats                                |
| 16    | The Spoiled Son (album exclusive track) |
| 17    | Father and Son                          |
| 18    | Damian’s Mission                        |
| 19    | Off to Scotland                         |
| 20    | Stand-Off                               |
| 21    | Dr. Langstrom’s Rescue                  |
| 22    | Father Saves Son                        |
| 23    | The Duel                                |
| 24    | The Fall of the Empire                  |
| 25    | Damian’s Blade                          |
| 26    | Farewell                                |
| 27    | End Credits                             |